# Задача Венна
Задача Венна — задача, предложенная в 1881 году английским логиком и философом Джоном Венном в труде «Символьная логика» (англ. Symbolic Logic).

## Условия задачи
Задача повествует о неком клубе, правила вступления в который нам предлагают сократить.

В уставе клуба записано:
- финансовый комитет избирается из состава членов общего комитета;
- никто не может быть одновременно членом и общего, и библиотечного комитета, если только он не состоит также и членом финансового комитета;
- никто из членов библиотечного комитета не может быть в финансовом комитете.

## Решение
Упростим правила устава до 2-х правил. Записав устав Клуба в виде логических утверждений, преобразуем их к новому, сокращённому виду.

Интерпретация выражения эквивалентна следующему:
- члены финансового комитета избираются из членов общего;
- члены общего комитета не могут быть членами библиотечного.